# Beneath the Skin
Pour l’article homonyme, voir Beneath the Skin - Live in Paris.
Albums de Of Monsters and Men
My Head Is an Animal
(2011) Fever Dream
(2019)
Singles
1. Crystals
Sortie : 16 mars 2015
2. I of the Storm
Sortie : 28 avril 2015
3. Empire
Sortie : 14 mai 2015
4. Hunger
Sortie : 26 mai 2015

Beneath the Skin, est le deuxième album studio du groupe islandais Of Monsters and Men. Il sort le 8 juin 2015 en Islande et le 9 juin 2015 dans le reste du monde.

## Liste des pistes
| No  | Titre                | Durée |
| --- | -------------------- | ----- |
| 1.  | Crystals             | 4:03  |
| 2.  | Human                | 3:58  |
| 3.  | Hunger               | 4:50  |
| 4.  | Wolves Without Teeth | 3:53  |
| 5.  | Empire               | 4:22  |
| 6.  | Slow Life            | 5:43  |
| 7.  | Organs               | 4:31  |
| 8.  | Black Water          | 4:13  |
| 9.  | Thousand Eyes        | 4:02  |
| 10. | I of the Storm       | 4:36  |
| 11. | We Sink              | 4:23  |

| 12. | Backyard                                         | 4:19 |
| 13. | Winter Sound                                     | 3:42 |
| 14. | Black Water (Chris Taylor Of Grizzly Bear Remix) | 4:27 |
| 15. | I of the Storm (Alex Somers Remix)               | 4:34 |

- Titres 1, 4, 5, 6, 8, 10, 11, 13, 14, 15 écrits et composés par Nanna Bryndís Hilmarsdóttir, Ragnar Þórhallsson et Arnar Rósenkranz Hilmarsson.
- Titres 2, 3, 7, 9, 12 écrits et composés par Nanna Bryndís Hilmarsdóttir et Ragnar Þórhallsson.

## Composition du groupe
- Nanna Bryndís Hilmarsdóttir : chant, guitare acoustique
- Ragnar Þórhallsson : chant, guitare acoustique
- Brynjar Leifsson : guitare électrique
- Kristján Páll Kristjánsson : basse
- Arnar Rósenkranz Hilmarsson : batterie, percussions

Musiciens additionnels :
- Steingrímur Teague : claviers
- Stephen Hugues, Erm Navarro : trombone
- Walter Simonsen : trompette
- Lisa McCormick : cor d'harmonie
- Paula Hochhalter : violoncelle
- Robert Brophy : alto
- Charlie Bisharat, Josefina Vergara : violon
- Dave Stone, Viktor Orri Árnason : cordes

## Classements hebdomadaires
| Classement (2015)              | Meilleure place |
| ------------------------------ | --------------- |
| Allemagne (Media Control AG)   | 10              |
| Australie (ARIA)               | 4               |
| Autriche (Ö3 Austria Top 40)   | 20              |
| Belgique (Flandre Ultratop)    | 23              |
| Belgique (Wallonie Ultratop)   | 50              |
| Canada (Canadian Albums Chart) | 1               |
| Espagne (Promusicae)           | 27              |
| États-Unis (Billboard 200)     | 3               |
| France (SNEP)                  | 62              |
| Irlande (IRMA)                 | 8               |
| Italie (FIMI)                  | 28              |
| Norvège (VG-lista)             | 40              |
| Nouvelle-Zélande (RIANZ)       | 10              |
| Pays-Bas (Mega Album Top 100)  | 17              |
| Royaume-Uni (UK Albums Chart)  | 10              |
| Suisse (Schweizer Hitparade)   | 6               |

## Certifications
| Pays                  | Certification | Unités certifiées |
| --------------------- | ------------- | ----------------- |
| Canada (Music Canada) | Or            | 40 000            |
| Royaume-Uni (BPI)     | Argent        | 60 000            |